# Indigofera deightonii
Espèce
Synonymes
- Indigofera deightonii subsp. deightonii[1]

Indigofera deightonii est une espèce de plantes à fleurs de la famille des Fabaceae et du genre Indigofera, présente en Afrique tropicale.
Son épithète spécifique deightonii rend hommage au botaniste Frederick Claude Deighton (1903-1992), collecteur au Ghana et en Sierra Leone.

## Liste des sous-espèces
Selon Catalogue of Life (20 juin 2020) :
- sous-espèce Indigofera deightonii subsp. deightonii
- sous-espèce Indigofera deightonii subsp. rhodesica

Selon Tropicos (20 juin 2020) (Attention liste brute contenant possiblement des synonymes) :
- sous-espèce Indigofera deightonii subsp. deightonii
- sous-espèce Indigofera deightonii subsp. rhodesica J.B. Gillett

## Description
C'est une plante annuelle rampante, dont les branches, fragiles ou ligneuses atteignent 45-50 cm de longueur. Elle forme un tapis ou de grandes touffes.

## Distribution
On la trouve en Afrique tropicale, de la Guinée au Soudan.

## Habitat
Plante rudérale, elle se développe le long des chemins, sur les terrains rocheux et les inselbergs, parmi les graminées.